# Retaule de Sant Vicenç
El Retaule de Sant Vicenç (o Vicent), realitzat per l'anomenat mestre d'Estopanyà, és un conjunt de taules pintades al tremp i daurades amb pa d'or. Està datat cap als anys 1350-1370 i procedeix de la població d'Estopanyà, a la Baixa Ribagorça (província d'Osca). Es troba conservat al Museu Nacional d'Art de Catalunya des de l'any 1932, quan fou adquirit a la col·lecció Lluís Plandiura. És una obra de les més representatives de l'estil italianitzant derivat de la influència del gran mestre italià Giotto di Bondone a les terres de la Corona d'Aragó, i és difícil de contextualitzar, ja que es tracta de l'única obra coneguda de l'autor. Els comitents, encara que apareixen representats a la pintura, no s'han pogut identificar, excepte un que possiblement pertanyia als qui la van encarregar i que estava relacionat amb l'orde dels Dominics.

## Autor
L'autor del retaule és anònim i és conegut com el mestre d'Estopanyà, i només se li atribueix aquesta obra. La seva procedència ha estat un tema qüestionat: una atribució possible és de l'aragonès Ramon Torrent, la defunció del qual es va produir el 1325, i una altra l'identifica amb l'artista Bernat Pou, actiu durant els primers anys del segle xiv a la ciutat de Balaguer. A causa de la similitud de l'obra amb l'estil de Giotto es va arribar a dues conclusions: que l'artista que havia realitzat el Retaule de Sant Vicenç havia d'haver-se format a Itàlia, i que els documents relacionats amb la possible autoria de l'aragonès Torrent i el català Pou entraven en contradicció a causa de les dates dels contractes de les seves obres i l'atribuïda al retaule, per la qual cosa ambdós foren descartats com a autors. És per això que es va associar el retaule a un artista molt probablement d'origen italià. Josep Gudiol i Cunill també ho precisà i l'assenyà com a procedent de Florència, teoria que va seguir més tard Josep Gudiol i Ricart per adjudicar l'obra a un autor toscà resident a Lleida a mitjan segle xiv. Totes aquestes teories van ser confirmades per part de Joan Ainaud de Lasarte quan va tractar d'identificar el mestre d'Estopanyà amb un pintor anomenat Ròmul de Florència que es troba documentat a Osca, on l'any 1367 va rebre un encàrrec per a la realització d'un retaule per part dels dominics d'aquesta ciutat. Mayer, anteriorment, havia datat la peça entre 1340 i 1350.

## Context pictòric

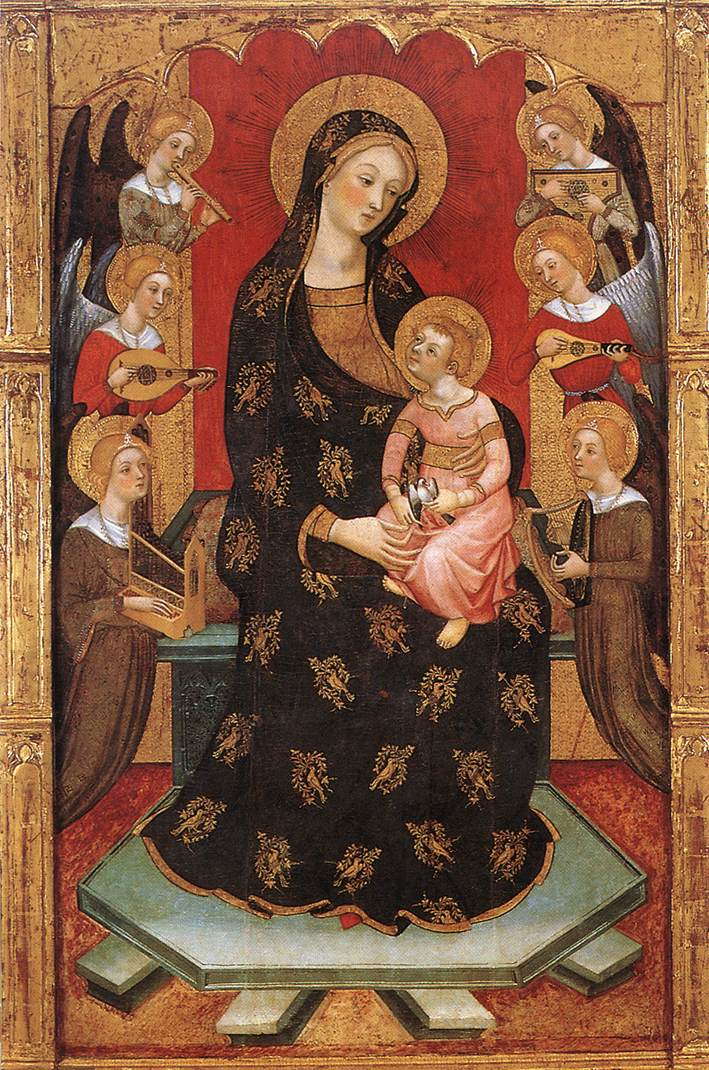
Mare de Déu dels Àngels (c. 1385) de Pere Serra, pintura amb clara influència italianitzant i de la mateixa època que el Retaule de Sant Vicenç

A principis del segle xiv apareix l'activitat pictòrica a terres de la Corona d'Aragó amb especial influència italiana i, encara que es continua fent la pintura mural, es promouen grans produccions de retaules encarregats per comitents tant per part de la reialesa com per part eclesiàstica. En aquests retaules es fan narracions realistes de fàcil interpretació sobre les vides de Crist, Maria i de sants. El primer artista conegut relacionat amb el mestre italià Giotto és Ferrer Bassa (1285 - 1348) que va treballar per als reis Alfons el Benigne i Pere el Cerimoniós i, a més a més, va realitzar obres al monestir de Pedralbes i a la capella Reial de Barcelona, a la catedral de Lleida i a València, va ser potser el primer autor en qui es pot apreciar a les seves obres el caràcter de l'escola senesa. El seu fill Arnau Bassa va realitzar l'any 1346, amb el mateix estil, un retaule per a la capella de Sant Marc de la catedral de Barcelona, actualment a la Col·legiata Basílica de Santa Maria de Manresa.
Ramon Destorrents va ser-ne un contemporani (documentat des de 1351), pintor també de Pere el Cerimoniós. Entre les seves obres catalogades es troba el Retaule de Sant Celoni al Museu Diocesà de Barcelona. Amb Destorrents es van formar els germans Serra, Jaume i Pere, del taller dels quals van sortir obres com el gran Retaule de la Mare de Déu de Sixena o el de Mare de Déu dels Àngels per a la catedral de Tortosa, conservats ambdós al MNAC. També en aquests autors es pot veure la influència dels tons de la pintura senesa amb les «Verges» amb mantells plens de brodats de flors. En aquest mateix estil es troba el pintor Joan Daurer documentat a Mallorca entre 1358 i 1374, i també documentat a l'illa però procedent de València es troba Francesc Comes amb, entre altres obres, el Retaule de Santa Maria de Gràcia al Museu de Mallorca. Entre aquests pintors documentats i amb gran reconeixement en la pintura de la seva època es troben també pintors anònims, com el que va fer el Retaule de Santa Eulàlia a la catedral de Palma (c. 1350); se'ls coneix amb el nom del lloc on s'ha trobat la seva millor obra, com és el cas del mestre de la conquesta de Mallorca, el mestre de Santa Coloma de Queralt, el mestre de Baltimore o el mestre d'Estopanyà.

## Tema
El tema del retaule és religiós i tracta de la narració de la història de sant Vicenç, diaca del bisbe sant Valeri de Saragossa; ambdós van ser capturats l'any 303 arran de les persecucions de Dioclecià, i per orde de Dacià foren castigats i conduïts a València. Allà a Valeri se'l va desterrar i Vicenç va patir tota classe de tortures fins a la seva mort. Sant Vicenç està representat, com a imatge principal, ocupant la totalitat de la taula central; les escenes del seu martiri estan narrades a les taules laterals repartides en sis registres cadascuna. Aquest personatge va rebre una important devoció a la península Ibèrica, principalment en terres aragoneses, de les quals es pensa era originari (Osca), i a la zona valenciana, que també va recórrer.

## Descripció

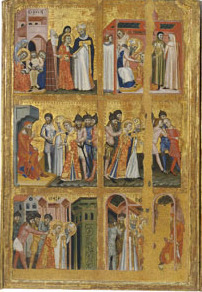
Panell lateral esquerre

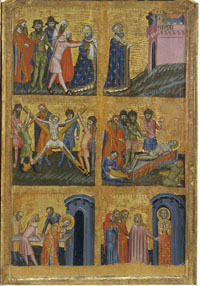
Panell lateral dret

El Retaule de Sant Vicenç és una obra realitzada amb la tècnica de pintura al tremp d'ou i que es compon d'un tríptic en fusta d'àlber de 2 x 2,55 m procedent de l'església de Sant Salvador d'Estopanyà, al municipi d'Estopanyà (Franja de Ponent).
Les peces rectangulars tenen un acabament del coronament superior en forma triangular: aquests espais triangulars estan ocupats per escenes relacionades amb la Passió de Crist. Al carrer central es troba representat un Calvari amb Crist en la creu acompanyat de Maria i sant Joan, i a les taules laterals es pot veure un grup de les Maries davant el sepulcre i el Noli me tangere –l'aparició de Crist ressuscitat a Magdalena.
El panell lateral esquerre (vist des de l'espectador) està dividit en sis registres quadrats de mida idèntica. Les escenes comencen amb la sortida d'Osca de Vicenç acompanyat pel seu mestre, el bisbe de Saragossa Valeri; s'aprecia en un edifici de la part posterior el nom d'«OSCA». Al següent registre apareix el bisbe donant el diaconat a Vicenç a la ciutat de «ÇARAGOÇA», com es llegeix en la inscripció d'aquest quadre. En les dues següents escenes s'hi aprecia la captura dels religiosos pels soldats del prefecte Dacià, que està representat amb una cama damunt l'altra, la qual cosa en simbolitza el poder; els acusats apareixen novament encadenats i són portats també en presència de Dacià. En aquestes dues últimes escenes de la taula es pot llegir repartida la llegenda «VALE» «NCIA», lloc on Sant Vicent serà martiritzat.
El panell central representa la imatge majestuosa de sant Vicenç vestit amb la dalmàtica de diaca amb adorns gravats en or igual que el nimbe. A les mans sosté els atributs de la palma del martiri i el llibre de l'Evangeli. A la part inferior hi apareixen, de mida diminuta, els comitents: un cavaller vestit amb malla que sosté el pavès i un frare dominicà; tots dos es troben en oració, de genolls i de perfil.
Al panell lateral dret es pot veure com un servidor de Dacià empeny el bisbe Valeri. En el següent registre es pot veure el bisbe amb la mitra i riques vestidures, en solitari, en direcció a l'exili cap a una ciutat emmurallada on hi ha la inscripció d'«ENAT» –Enate és un nucli de població associat a Lo Grau— al costat d'un riu, que es tracta del riu Cinca. Els següents quadres representen escenes dels martiris que va patir Vicenç: primer a l'estructura de fusta en aspa —un sautor— per esquinçar-li els membres; després damunt d'unes graelles ardents, on apareix Dacià observant-ho tot al costat dels botxins; posteriorment al llit de claus; finalment el sant és dut a una cel·la, i l'última imatge sembla la mort del sant. El retaule no explica, però, el moment de la història en el qual el seu cadàver és llançat al mar, ni el trasllat de les relíquies, ni els miracles, tal com acostuma a fer-se a l'hagiografia d'altres obres d'art.

### Estudi cromàtic
Pel que fa al valor cromàtic, sobre un fons prèviament daurat amb l'aplicació de pa d'or hi destaquen el blanc, el vermell i el rosat amb diverses tonalitats; hi ha un ombreig per realitzar volums que s'aprecia més clarament als rostres dels personatges. A les imatges de les figures es copsa normalment la primesa de les seves formes i solament les vestidures amb hàbits llargs, com les de Valeri i Vicenç i algun altre personatge, els fan mostrar-se amb una dimensió més arrodonida. La imatge central del sant titular presenta una monumentalitat sòbria i amb un colorit més pròxim a les escenes triangulars superiors. El tractament de la pressió mitjançant el punxó o el burí sobre les làmines d'or serveix per decorar els marges, dividir escenes i decorar amb figures geomètriques o flors els motius com el nimbe de sant Vicenç i el brodat simulat de la seva dalmàtica i la capa pluvial de sant Valeri.

## Restauració
Amb motiu de la inclusió d'aquesta obra en l'exposició «Prefiguració del Museu Nacional d'Art de Catalunya», celebrada l'any 1992 al Palau Nacional –seu del MNAC–, es va fer una intervenció de restauració consistent en una neteja a fons i la supressió d'unes línies negres que resseguien el vestit de sant Vicenç per tota la part baixa i que, per descomptat, no pertanyien a la pintura original, fet que va ser confirmat per dos motius: totes les figures tenien únicament com a delimitació una incisió en el fons daurat, i la pintura negra de les línies s'esborrava amb simple aigua destil·lada, mentre que el negre de les sabates romania inalterable. Es va dubtar sobre si els escuts col·locats a la part inferior junt el comitent dominicà eren originals, però finalment es va optar per deixar-los fins a aconseguir noves proves. Les petites faltes de pintures es van omplir amb aquarel·les mitjançant la tècnica actual de selecció cromàtica.

## Possibles influències
La composició i la tècnica emprada remet al coneixement que l'autor tenia de les pintures italianes de la primera meitat del segle XIV: les narracions es resolen amb agilitat i amb una composició que es pot comparar amb algunes miniatures dels tallers bolonyesos.
Per la seva relació amb la pintura posterior influïda per Giotto di Bondone es creu que l'autor era pròxim al cercle de Jacopo del Casentino, pintor miniaturista actiu a Florència durant la primera meitat del segle xiv i en les obres del qual es reconeix la influència de Taddeo Gaddi, seguidor de Giotto. A la taula central de sant Vicenç també s'hi han trobat afinitats amb algunes obres de Bernardo Daddi, mort el 1348, com per exemple les imatges de santa Caterina i d'un sant Pau procedent del convent de San Paolino de Florència datat de l'any 1333. Josep Gudiol i Ricart li ha donat alguna aproximació a altres obres catalanes com el Retaule de Sant Francesc de Castelló de Farfanya i la taula de la Coronació de la Mare de Déu conservada al Museu Nacional d'Art de Catalunya.
| «                   | Encara que aquest conjunt apareix com una obra aïllada en el seu estil, difícil de contextualitzar plenament per més que es defineixin vincles amb l'escola florentina, amb les seves extensions a l'Úmbria, amb l'obra d'alguns il·lustradors bolonyesos o amb la pintura emiliana. | » |
| — Rosa Alcoy (1992) | |   |

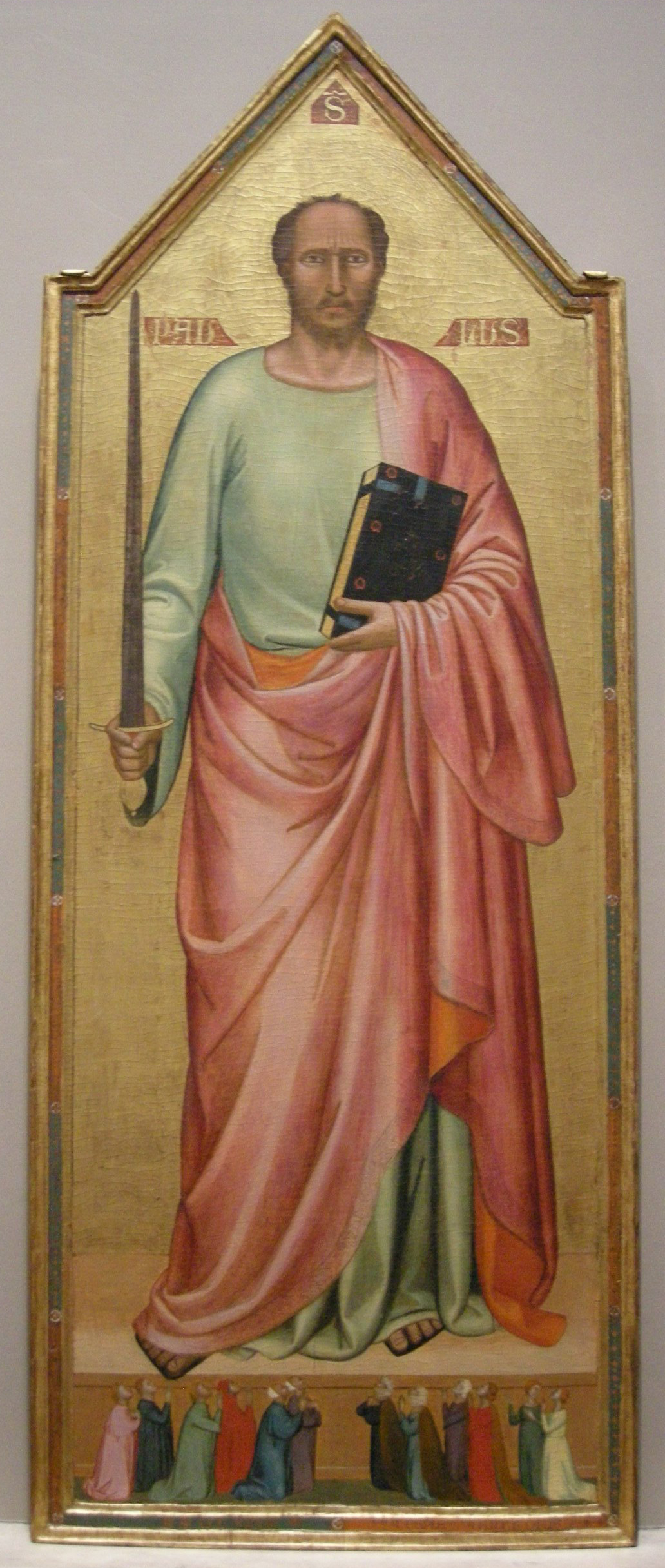
Sant Pau de Bernardo Daddi
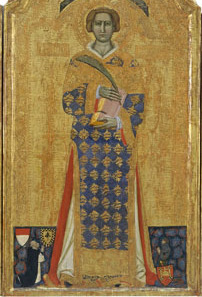
Sant Vicenç del Mestre d'Estopanyà
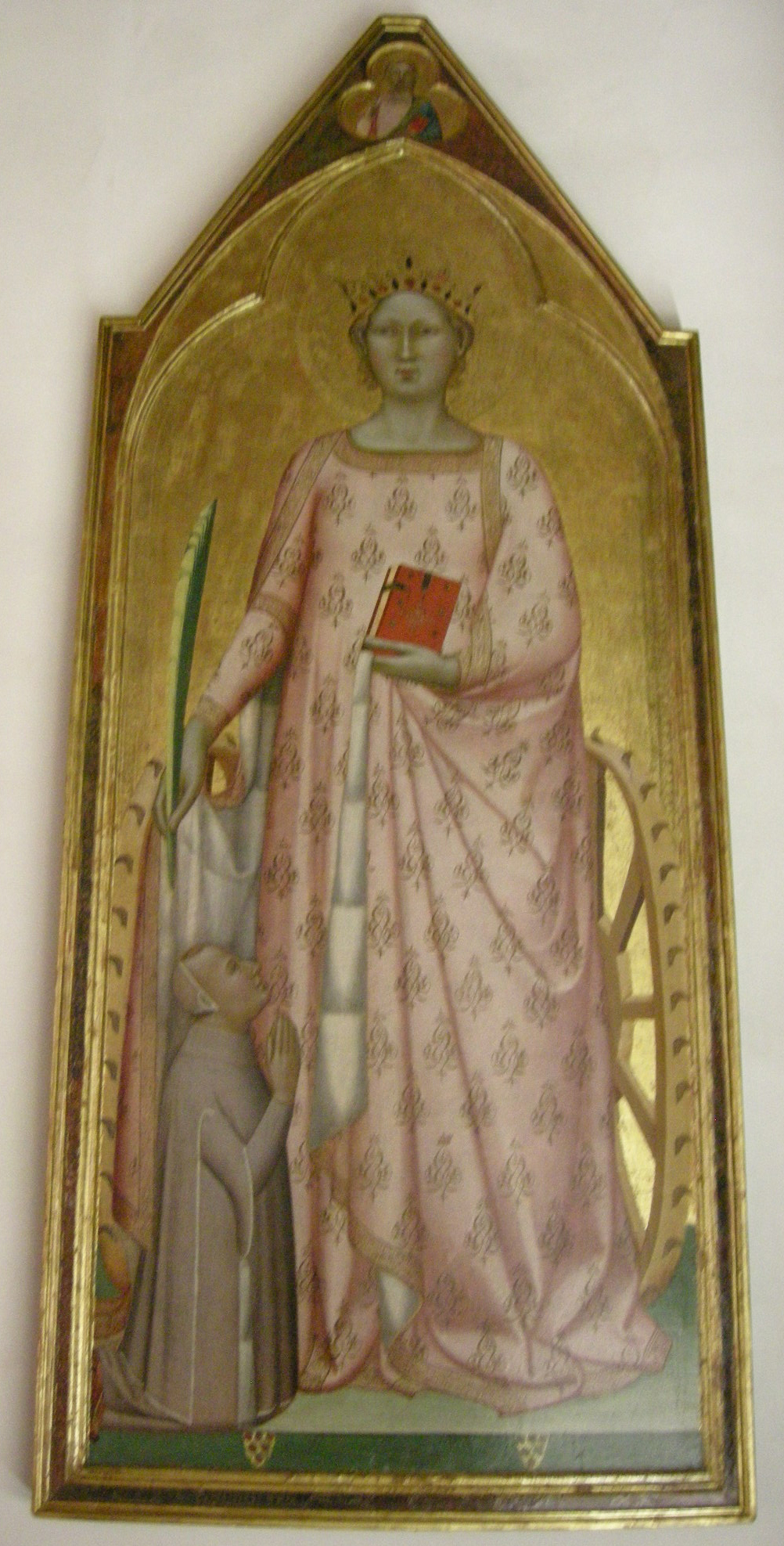
Santa Caterina de Bernardo Daddi